# 铁山街道 (黄石市)
铁山街道是中华人民共和国湖北省黃石市铁山区下辖的一个街道办事处。

## 行政区划
铁山街道下辖以下村级行政区划单位：
友爱街社区、冶矿路社区、建设路社区、矿山路社区、九龙洞社区、胜利路社区、曹家林社区、新村社区、铜鼓地社区、三岔路村、盛洪卿村、龙衢湾村、熊家境村和木栏村。